# De Re Metallica (revista)
De Re Metallica es una revista científica que se publica de forma semestral por la Sociedad Española para la Defensa del Patrimonio Geológico y Minero. Su objetivo general es la promoción del estudio y protección del patrimonio geológico, minero y metalúrgico, mediante la publicación de artículos científicos y también la de las noticias sobre el tema y sobre las actividades de la sociedad. La revista De Re Metallica está considerada como la única revista española consolidada que trate del patrimonio minero y minero metalúrgico.